# 캠프 (양식)

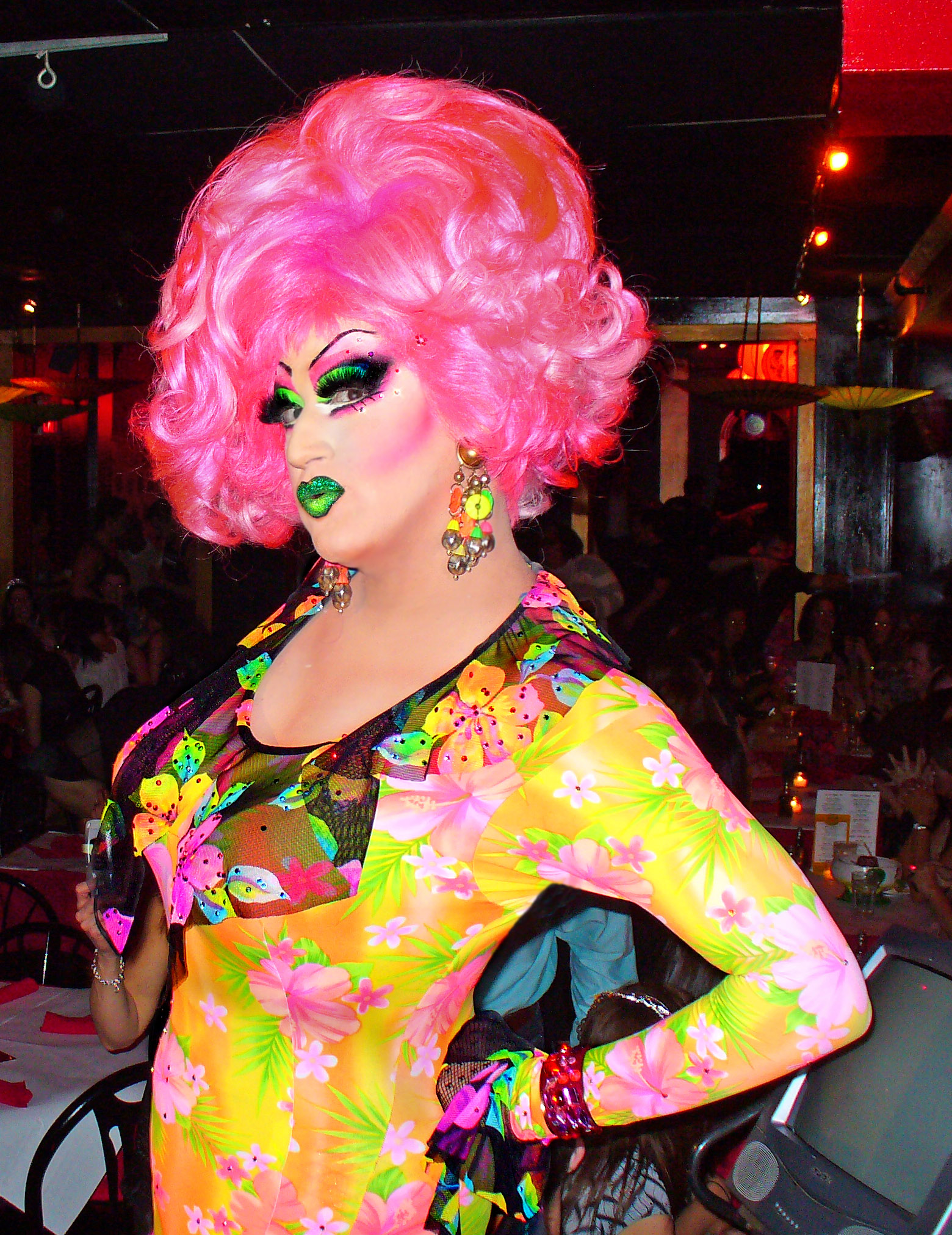

캠프(Camp)는 저속한 취향과 역설적 가치를 이유로 무언가를 매력적으로 여기는 미학적 스타일과 감성이다. 캠프 미학은 아름다움과 가치, 취향과 같은 미학적 속성을 다른 종류의 이해와 소비로 유인함으로써 예술이 무엇이며 무엇을 고급 예술로 분류할 수 있는 지에 대한 모더니즘의 많은 개념을 붕괴시킨다.
또한 캠프는 영화, 카바레, 팬터마임 등 여러 유형의 엔터테인먼트에 대한 양식과 공연 정체성으로서 기능하는 사회적 실천이 될 수 있다. 고급 예술이 반드시 아름다움과 가치를 포함한다면, 캠프는 반드시 생동감 있고 대담하며 역동적이어야 한다. "캠프 미학은 무례함을 즐긴다." 캠프는 만족에 저항하고 도전을 추구한다. 그 시각 양식은 게이 문화와 밀접하게 연관되어 있다.
캠프 예술은 키치와 관련이 있어 종종 혼동되기도 하며, 캠프적 매력이 있는 물건을 "저급하다"(cheesy)고 묘사하기도 한다. 1909년에 이 용어가 등장하였을 때는 "과시적, 과장된, 가식적, 연극적; 여성적이거나 동성애적인" 행동을 가리켰고, 1970년대 중반에 이르러 웹스터 신세계 사전 대학판에는 캠프를 "진부함, 평범함, 교묘함, 과시 ... 너무 극단적이어서 재미있거나 비뚤어지게 세련된 매력을 가지다."라고 기록하였다." 미국 작가 수전 손택은 수필 〈캠프에 대한 메모〉(1964년)에서 "교묘함, 천진난만한 중산층 허세, 충격적 과잉"을 캠프의 핵심 요소로 강조하였다.

## 기원과 발전
1870년, 크로스드레서 프레더릭 파크가 불법적인 동성애 행위를 한 혐의로 런던의 보우 스트리트의 치안 판사 앞에 증거로 제출된 서면에는 "캠프적 행보"(campish undertakings)가 언급되어 있다. 문서는 이것이 정확히 무엇인지 설명하지 않는다. 1909년 옥스포드 영어사전에는 캠프에 대한 최초의 인쇄된 인용이 다음과 같이 기록되어 있다.
과시하는, 과장된, 가장된, 연극적인; . 명사로 '캠프' 행동, 매너리즘 등. (1909년 인용 참조); 그러한 행동을 보이는 남자.

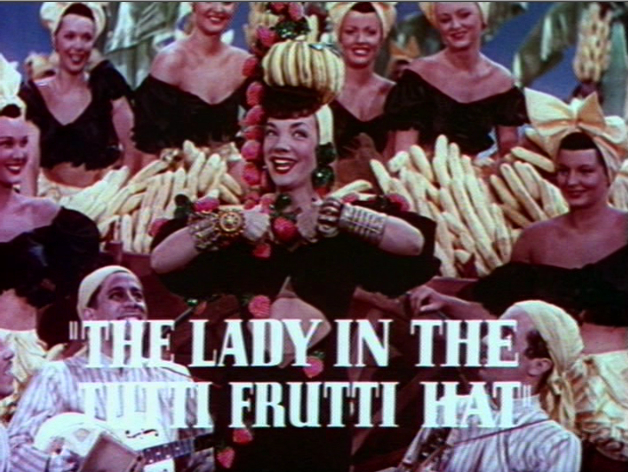
갱스 올 히어(1943년) 예고편에서 카르멩 미란다

사전에 따르면 이 의미는 "어원적으로 모호하다". 사전적 의미를 따르면 캠프는 "과장된 방식으로 포즈를 취하다"를 의미하는 프랑스어 "세 캄페"(se camper)에서 파생되었을 가능성이 있다. 나중에 이것은 노동자 계급 게이 남성의 미학적 선택과 행동에 대한 일반적인 설명으로 발전하였다. 캠프의 개념은 1954년 크리스포터 이셔우드가 그의 소설 〈저녁의 세계〉(The World in The Evening)에서 다루었으며, 이어 1964년 수전 손택이 수필과 저서 《"캠프"에 대한 노트》(Notes on "Camp")에서 최초의 미학적 접근을 시도하였다.
포스트 모더니즘의 부상으로 캠프는 어느 특정 집단과 동일시되지 않은 미학에 대한 공통된 관점이 되었다. 캠프 관점은 원래 스톤월 이전 게이 문화의 특징적 측면이었으며 여기서 가장 지배적인 관용구였다. 이것은 동성애자임을 여자 같음으로 이해하는 것에서 비롯되었다. 캠프의 두 가지 핵심 요소는 본디 여성적 행동인 스위시와 드래그였다. 과장된 표현을 광범위하게 사용하는 스위시와 여성을 과장되게 모사하는 드래그와 함께 캠프는 카르멩 미란다의 과장된 할리우드 캐릭터처럼 여성 흉내를 내는 사람인 척하는 여성(포 퀸) 등 "과장하는"(over the top) 모든 것으로 확장되었다. 문예 비평가들이 채택하고 1960년대 문화의 개념적 배열의 일부가 된 것은 이 버전의 캠프 개념이었다. 모 메이어는 캠프를 "퀴어 패러디"로 정의하였다.

## 현대 문화

### 텔레비전
코미디 센트럴의 텔레비전 쇼 "스트레인저스 위드 캔디"(1999년~2000년)는 코미디언 에이미 서데러스가 출연하였으며 ABC 애프터스쿨 스페셜 장르의 캠프 패러디였다. 조지 쿠차와 그의 형제 마이크 쿠차의 작업에서 영감을 받아 ASS 스튜디오는 초저예산의 짧은 캠프 영화 시리즈를 만들기 시작하였다. 이들의 장편 영화 "사탄, 내 손을 잡아라"(2013년)는 캠프가 묘사된 것으로 보이는 많은 요소를 갖추고 있다.

### 영화
캠프 영화의 유명한 대표 주자로는 존 워터스("핑크 플라밍고", 1972년)와 로자 폰 프라운하임("베드 소시지", 1971년)이 있으며, 이들은 1970년대에 주로 이 양식을 사용하여 컬트 지위를 달성한 영화를 만들었다.

### 음악

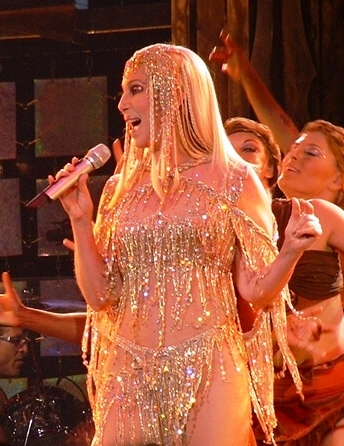
"리빙 프루프: 페어웰 투어"에서 공연하는 셰어

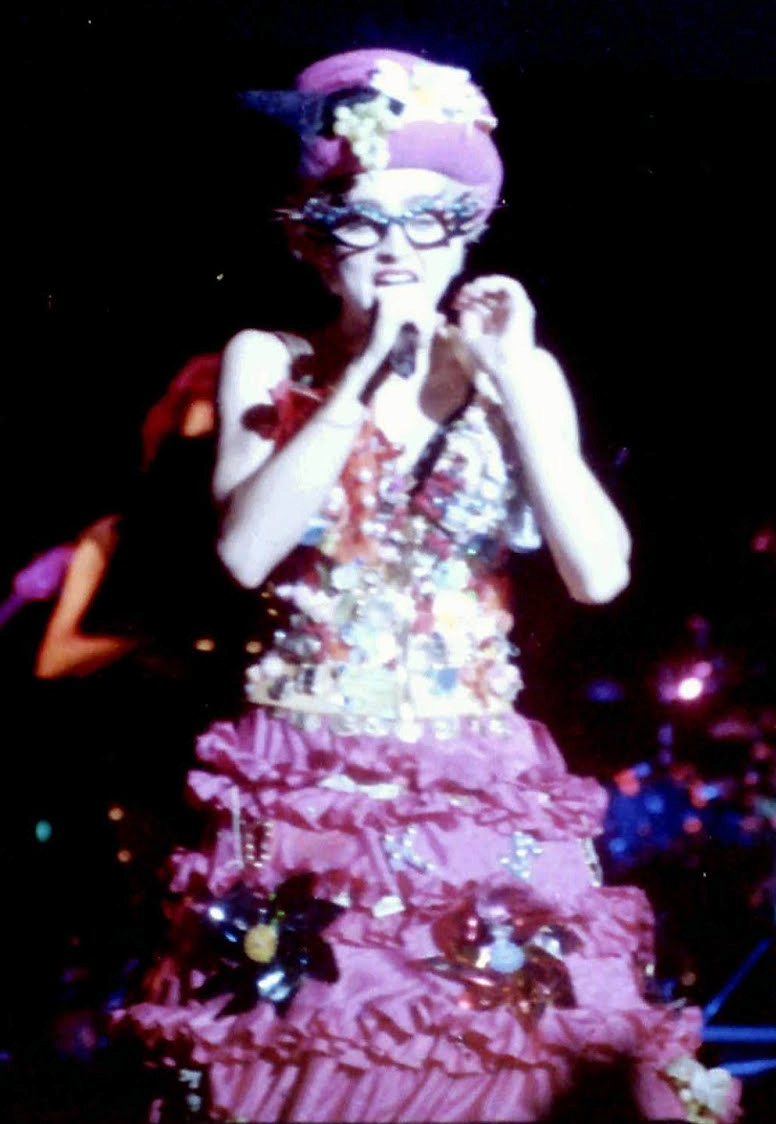
1987년 후즈 댓 걸 월드 투어 중 "과장된" 의상을 입은 마돈나

미국의 가수이자 배우 셰어는 파격적인 무대 패션과 라이브 퍼포먼스로 "캠프의 여왕"이라는 칭호를 받은 아티스트 중 한 명이다. 그는 1970년대 의상 디자이너 밥 매키와 공동으로 버라이어티 쇼를 시작하면서 이 지위를 얻었고 미국 황금 시간대 텔레비전에 꾸준히 출연하였다. 마돈나는 캠프의 또 다른 예이며 교육자 캐럴 퀸에 따르면 "《섹스》를 포함한 그의 경력 전체는 캠프 이미지와 젠더와 성에 대한 캠프적 이해에 크게 의존하였다." 경력 중 어느 시점에 이르러 마돈나는 "캠프의 여왕"으로 지명되었다.
더스티 스프링필드는 캠프 아이콘이다. 공개 석상과 무대에서 스프링필드는 자신의 과산화수소로 표백한 금발 비하이브 헤어스타일, 이브닝 가운, 그리고 많이들 따라한 "판다 눈" 모양 등의 진한 화장으로 뒷받침되는 즐거운 이미지를 발전시켰다. 스프링필드는 브리지트 바르도와 카트린 드뇌브와 같은 1950년대의 금발 글래머 여왕의 외모 요소를 차용하여 자신의 취향에 따라 붙여넣었다. 스프링필드의 극도로 글래머러스한 외모는 그를 캠프 아이콘으로 만들었고, 이는 그의 감성적인 보컬 퍼포먼스와 결합되어 게이 커뮤니티에 강력하고 지속적인 추종자를 얻었다. 원형적 여성 드래그 퀸 외에도 그는 팝과 소울의 "Great White Lady" 역할과 "모드의 여왕" 역할로 소개되었다. 화려한 춤과 영상미로 가득 찬 바이럴 인터넷 뮤직 비디오로 유명한 한국의 래퍼 싸이는 21세기 캠프 스타일의 화신으로 여겨졌다. 제리 할리웰은 솔로 아티스트로 활동하는 동안 그녀의 하이 캠프 미학, 공연 스타일, 게이 커뮤니티와의 친분 관계로 인하여 캠프 아이콘으로 인정받고 있다.
캠프의 현대적 표본인 레이디 가가는 Judas 뮤직 비디오에서처럼 뮤지카와 댄스를 이용하여 대중 문화에 대한 사회적 논평을 한다. 하이엔드 패션 디자이너들이 빚어낸 레이디 가가의 의상, 화장, 액세서리는 그의 공연 내러티브 구조에 필수적이다. 케이티 페리는 캠프의 또 다른 예이며 일부 매장에서는 그를 "캠프의 여왕"으로 묘사하였다.

## 캠프와 키치
"캠프"(camp)와 "키치"(kitsch)라는 단어는 종종 같은 의미로 사용된다. 둘 모두 예술, 문학, 음악, 또는 미적 가치를 지닌 모든 대상과 관련될 수 있다. 그러나 "키치(kitsch)"가 구체적으로 작품 자체를 지칭한다면, "캠프(camp)"는 공연 방식을 가리킨다. 따라서 개인은 의도적으로든 의도하지 않든 키치를 소비할 수 있다. 수전 손택이 관찰한 바와 같이, 캠프는 항상 "따옴표로 묶인" 문화를 소비하거나 연기하는 방식이다.
손택은 또한 "순진한" 캠프와 "고의적" 캠프를 구별하고 크리스토퍼 이셔우드가 크로스드레싱 실천과 드래그 퍼포먼스와 연관시킨 로우 캠프, "예시로 든 바로크 미술과 발레의 정서적 기반 전체" 등 문화 유산의 일부로 여긴 하이 캠프 간의 구분을 고찰한다.

## 같이 보기
- 아방가르드
- 글램 록
- 신경다양성
- 아웃사이더 아트
- 팝 아트
- 포스트모더니즘
- 록키 호러 픽쳐 쇼
- 초현실주의
- 베이퍼웨이브
- 토속건축

## 더 읽어보기
- Core, Philip (1984/1994). CAMP, The Lie That Tells the Truth, foreword by George Melly. London: Plexus Publishing Limited. ISBN 0-85965-044-8
- Cleto, Fabio, editor (1999). Camp: Queer Aesthetics and the Performing Subject. Ann Arbor: University of Michigan Press. ISBN 0-472-06722-2.
- Padva, Gilad (2008). "Educating The Simpsons: Teaching Queer Representations in Contemporary Visual Media". Journal of LGBT Youth 5(3), 57–73.
- Padva, Gilad and Talmon, Miri (2008). "Gotta Have An Effeminate Heart: The Politics of Effeminacy and Sissyness in a Nostalgic Israeli TV Musical". Feminist Media Studies 8(1), 69–84.
- Padva, Gilad (2005). "Radical Sissies and Stereotyped Fairies in Laurie Lynd's The Fairy Who Didn't Want To Be A Fairy Anymore". Cinema Journal 45(1), 66–78.
- Padva, Gilad (2000). "Priscilla Fights Back: The Politicization of Camp Subculture". Journal of Communication Inquiry 24(2), 216–243.
- Meyer, Moe, editor (1993). The Politics and Poetics of Camp. Routledge. ISBN 0-415-08248-X.
- Sontag, Susan (1964). "Notes on Camp" in Against Interpretation and Other Essays. New York: Farrer Straus & Giroux. ISBN 0-312-28086-6.